# Бачинський Лев Васильович
Лев Васи́льович Бачи́нський  гербу Сас (14 (?15) липня 1872, село Серафинці, тепер Городенківського району, Івано-Франківська область, Україна — 12 квітня 1930, Відень (точніше: 11 квітня, Грімменштайн, округ Вінер Нойштадт)) — український галицький адвокат, громадсько-політичний діяч. Голова Української радикальної партії (1918—1930), посол до австрійського парламенту (1907—1918) та до Сейму II Річі Посполитої (1928—1930). У період ЗУНР — комісар Станиславського повіту, потім — віцепрезидент Національної Ради ЗУНР.

## Життєпис
Народився 14 липня 1872 року в селі Серафинці на Городенківщині (Городенківський повіт, Королівство Галичини та Володимирії, Австро-Угорська імперія, нині Городенківського району, Івано-Франківська область, Україна) в багатодітній родині директора народної школи.
Після закінчення сільської школи у 1883 році розпочав навчання у Коломийській гімназії, де отримав перший досвід участі в громадсько-політичних організаціях, був одним з найактивніших учасників нелегального гуртка молоді. Після закінчення в 1891 році закладу вступив на юридичний факультет Чернівецького університету ім. Франца Йосифа. Під час навчання в університеті Л. Бачинський вступив до студентського товариства “Союз”, на базі якого діяв гурток радикалів. Не маючи змоги стаціонарно продовжувати освіту в університеті, студент-заочник юридичного факультету влаштувався на службу в адвокатській канцелярії Теофіля Окуневського в Городенці. На цьому терені молодий Бачинський розгорнув громадсько-культурну діяльність, став підпорою молодого радикального руху на Городенківщині, заснував економічно-політичні товариства.
У 1902 р. в Чернівецькому університеті Лев Бачинський заочно здобув вищу освіту, став доктором права, увійшов до числа найактивніших діячів радикальної партії. 1897 року (під час виборів) був арештований, засуджений до 14 діб арешту (відбував у Тернополі). На VII з'їзді партії у липні 1898 р. Бачинського обрали до її головного правління — разом з Іваном Франком, Михайлом Павликом, Северином Даниловичем, Павлом Думкою. З цього часу його життя нерозривно пов'язане з організаційною розбудовою радикального руху в Галичині.
На початку 1900-років з Покуття переїхав на Бойківщину: спочатку працював у Калуші (канцелярія Андрія Коса), потім переїхав до Стрия, де, як згадує в автобіографії «брав активну участь у всіх зборах… скликав радикальні віча». Тут він ще більше віддається політичній і громадській діяльності, здобуває широкий авторитет серед своїх виборців. У 1907 році при підтримці демократичних сил обраний депутатом австрійського парламенту від двомандатного 59 Станиславівського округу (Обертин—Тлумач—Золотий Потік—Станислав—Галич—Тисмениця—Богородчани), у 1911 році обраний повторно. Як депутат Лев Бачинський був відомий своєю принциповістю і витривалістю у політичних дискусіях. Так, 13—14 червня 1912 року він 13 годин без перерви виголошував опозиційну антиурядову промову. Йшлося про те, щоб заблокувати величезний військовий бюджет, який уряд намагався затвердити в парламенті.
У період Першої світової війни піклувався за долю переселенців, вивезених з рідного краю до таборів, звертає увагу урядових органів на тяжке соціальне становище людей, які змушені були залишити Україну. Живучи у Відні, співпрацював з такими діячами, як Микола Ганкевич, Кость Левицький, Євген Петрушевич, В. Дорошенко, Микола Лагодинський. Член Загальної Української Ради з 5 травня 1915 року.
Леву Бачинському, як і його побратимові Василю Стефанику, випало на долю відіграти визначну роль в історичний період утворення вільної і незалежної України 1918 року. Події розвивалися стрімко, наближаючи виникнення Української держави не лише над Дніпром, а й над Дністром та Прутом.

## Утворення ЗУНР

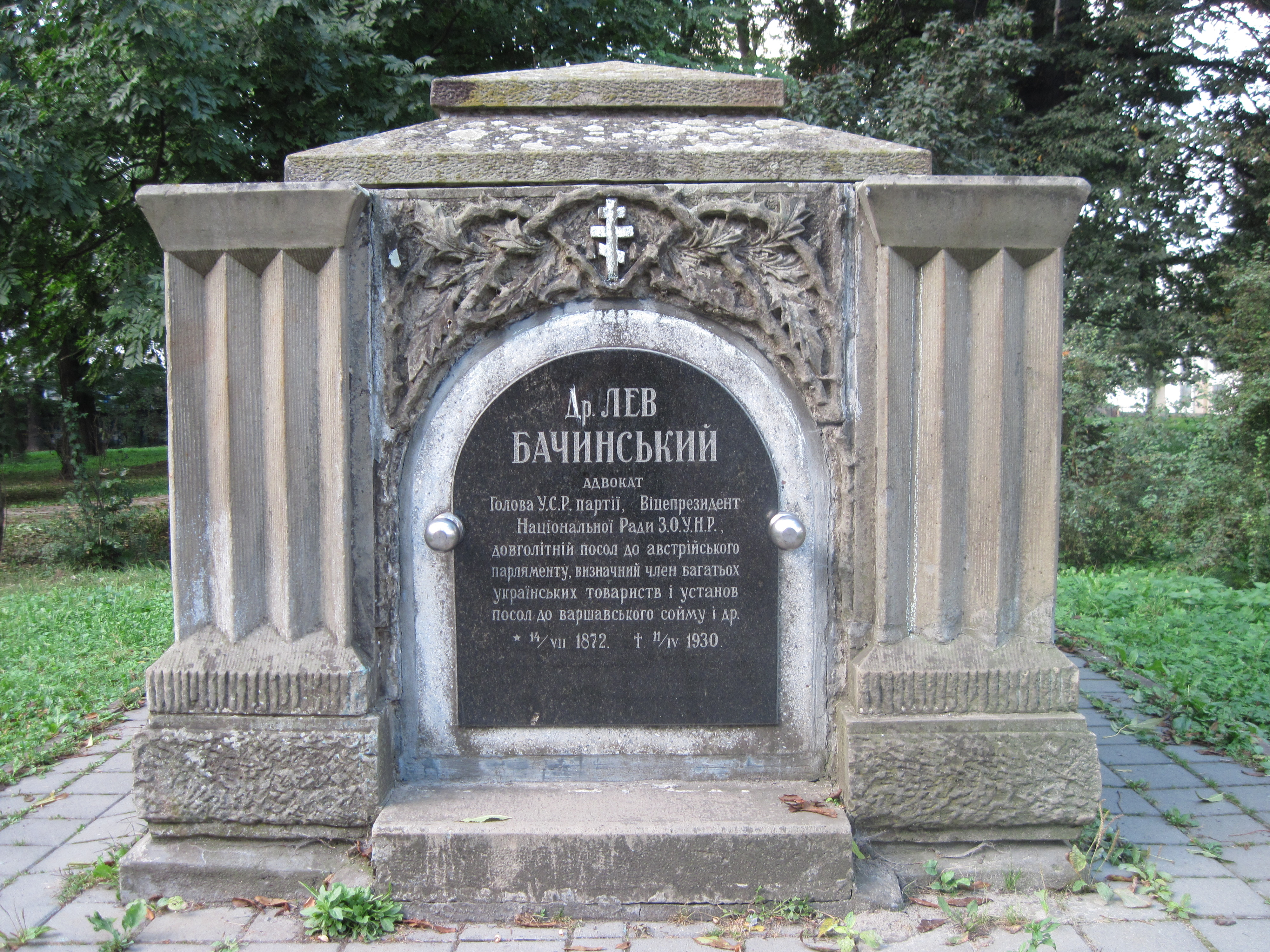
Надгробок Л.Бачинського. Фасад

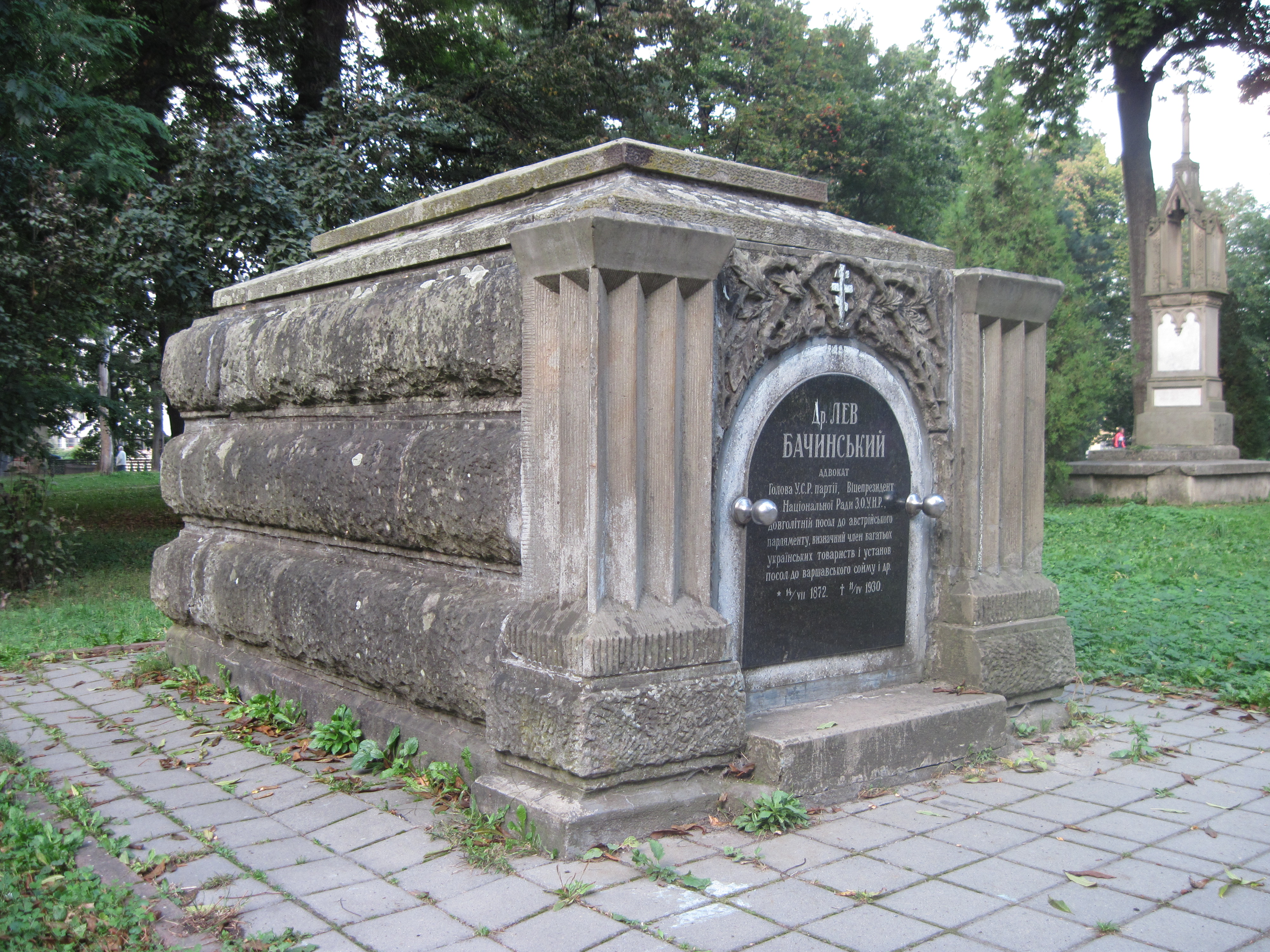
Надгробок Л. Бачинського. Вигляд збоку

1918 року розпалася Австро-Угорська імперія. 18 жовтня у Львові зібралася Українська Національна Рада, яка проголосила утворення Української держави (згодом — ЗУНР).
Був повітовим комісаром у Станиславові. 3 січня 1919 р. на першій сесії УНРади Л.Бачинський був обраний заступником президента Ради Євгена Петрушевича і членом правління. Таким чином він, голова радикальної партії, взяв на себе і свою партію співвідповідальність за діяльність уряду молодої держави. 3 січня 1919 року сесія ЗУНР ухвалила Закон про Злуку двох частин України в єдину державу, при збереженні автономії ЗУНР. Всі ці заходи теоретично і практично розроблялися при найактивнішій участі Лева Бачинського.
На 22 січня у складі 65 осіб до Києва приїхала делегація ЗУНР на чолі з Левом Бачинським. На цей день призначено урочисту подію — Злуку двох частин України в одну соборну державу. На площу біля Софії прийшли члени Директорії на чолі з її головою В. Винниченком і делегація від ЗУНР з віцепрезидентом західних областей Л. Бачинським. Цього дня він виступив із урочистою промовою.
Сповнивши свою місію, Бачинський разом з делегацією повернувся до Станиславова. Його проєкт земельної реформи ліг в основу закону уряду УНР, прийнятого 1919 р. До останніх своїх днів Л. Бачинський стояв на чолі Української соціалістичної радикальної партії.
Після окупації Галичини Польщею займався правничою діяльністю в Станиславові. Був пов'язаний з рухом українських лівих: 1 лютого 1925 р. в Станиславові відбувся з'їзд Української республіканської партії (УРП), головою партії обрано Л.Бачинського. В 1928 був помилково арештований польською владою. Згодом його було відпущено. В 1928—1930 роках був послом до польського Сейму від Станиславівського округу.
Через хворобу змушений був виїхати на лікування до Австрії. 19 квітня 1930 р. газета «Громадський голос» сповістила сумну новину про те, що у Відні "по тяжкій недузі на 58 році життя помер Лев Бачинський, життя якого кличе до нас словами Великого Генія трудящих мас нації Т. Шевченка — «Борітеся — поборете!». На похорони Л. Бачинського прийшло декілька тисяч людей. Як згадував один з учасників похоронної процесії “Величаві похорони з участю непроглядних тисячних мас українського селянства з найдальших сторін Покуття і Гуцульщини, численних делегацій, а між ними Президії Союзу Українських Адвокатів і Львівської Палати Адвокатів, що поступали за домовиною, яку везли сиві, крутогорі воли, – та сердечні слова прощання над могилою Покійного – були могутнім доказом вартости Того, котрого адвокатура і цілий народ наш втратив”.

## Вшанування пам'яті
На пам’ять про заслуги Лева Бачинського перед Україною в  його рідному селі Серафинці встановлено пам’ятник. 
У Івано-Франківську встановили постамент на честь заснування Західноукраїнської народної республіки, на якому наявний барельєф Лева Бачинського.
Одна з центральних вулиць Івано-Франківська сьогодні названа на честь Лева Бачинського